# 4911 Rosenzweig
4911 Rosenzweig је астероид главног астероидног појаса са пречником од приближно 14,6 .
Афел астероида је на удаљености од 3,109 астрономских јединица (АЈ) од Сунца, а перихел на 2,166 АЈ.
Ексцентрицитет орбите износи 0,178, инклинација (нагиб) орбите у односу на раван еклиптике 13,021 степени, а орбитални период износи 1564,943 дана (4,284 године).
Апсолутна магнитуда астероида је 12,5 а геометријски албедо 0,090.
Астероид је откривен 16. октобра 1953. године.